# Лунка-Банулуй (Васлуй)
Лунка-Банулуй (рум. Lunca Banului) — село у повіті Васлуй в Румунії. Адміністративний центр комуни Лунка-Банулуй.
Село розташоване на відстані 289 км на північний схід від Бухареста, 34 км на схід від Васлуя, 76 км на південний схід від Ясс, 130 км на північ від Галаца.

## Населення
За даними перепису населення 2002 року у селі проживали 2177 осіб, з них 2176 осіб (> 99,9%) румунів. Усі жителі села рідною мовою назвали румунську.